# Chizuru Arai
Pour les articles homonymes, voir Arai (homonymie).
Chizuru Arai (新井 千鶴, Arai Chizuru), née le 1er novembre 1993 est une judokate japonaise évoluant dans la catégorie des moins de 70 kg en poids moyens. Elle remporte la médaille d'or lors des championnats du monde 2017 de Budapest face à María Pérez, titre qu'elle conserve en 2018 à Bakou. Elle compte également une médaille d'argent obtenue lors des Jeux asiatiques, en 2014.
En juillet 2021, elle est sacrée championne olympique de sa catégorie en battant en finale l'Autrichienne Michaela Polleres et remporte la médaille d'argent par équipes mixtes.

## Biographie
Après avoir remporté les championnats d'Asie des moins de 20 ans, disputés à Taipei en 2012, elle remporte une médaille d'argent lors des mondiaux de moins de 21 ans de Ljubljana en 2013.
Cette même année, elle obtient deux podiums dans des tournois importants avec la deuxième place du Grand Chelem de Moscou, derrière l'Autrichienne Bernadette Graf puis la victoire lors du Grand Chelem de Tokyo où elle s'impose, battant en demi-finale la championne du monde colombienne Yuri Alvear puis en finale la Hollandaise Kim Polling. La saison suivante, elle termine deux fois troisième lors de tournois internationaux, lors du Grand Prix Düsseldorf puis lors du Grand Chelem de Tyumen,. Elle remporte la médaille d'argent les Jeux asiatiques, battue par la Coréenne Kim Seong-yeon, remportant également la compétition par équipes.
Victorieuse à Düsseldorf, elle termine deuxième des All Japan Judo Championships de Fukuoka, championnats japonais servant de sélection pour les grandes compétitions internationales. Elle remporte la médaille de bronze lors du Masters mondial de Rabat, compétition remportée par Yuri Alvear. Elle termine cinquième des mondiaux d'Astana, battue en demi-finale par la Française Gévrise Émane puis par une autre Française lors du match pour la médaille de bronze, Fanny Posvite. En obtient toutefois la médaille d'or lors de la compétition par équipes. Elle termine son année par une victoire au tournoi de Tokyo, sa deuxième dans cette compétition.
En avril 2016, elle est battue par Haruka Tachimoto lors des championnats du Japon, celle-ci obtenant ainsi sa sélection pour les Jeux olympiques de Rio de Janeiro où elle devient championne olympique. Chizuru Ara dispute en juillet le Grand Chelem de Tyumen où elle s'impose devant la Russe Valentina Maltseva, obtenant ainsi sa troisième victoire dans un tournoi Grand Chelem. Enfin d'année, lors du tournoi de Tokyo, elle est battue par sa compatriote aki Niizoe.
En début d'année 2017, elle remporte le Grand Slam de Paris devant Kelita Zupancic. Elle remporte ensuite le Grand Prix Düsseldorf. Elle remporte en avril les championnats du Japon, devant Saki Niizoe. Lors des championnats du monde de Budapest, elle s'impose en demi-finale face à la Colombienne Yuri Alvear puis bat en finale face à la Porto-Ricaine María Pérez. Elle fait également partie de l'équipe qui remporte la compétition par équipes mixte.
Lors des mondiaux 2019 disputés à Tokyo, elle ne parvient pas à conserver son titre, battue lors des premiers tours par la Portugaise Barbara Timo.

## Palmarès

### Compétitions internationales
| Année | Compétition           | Lieu     | Résultat | Catégorie      |
| ----- | --------------------- | -------- | -------- | -------------- |
| 2014  | Jeux asiatiques       | Incheon  | 2e       | moins de 70 kg |
| 2017  | Championnats du monde | Budapest | 1re      | moins de 70 kg |
| 2018  | Championnats du monde | Bakou    | 1re      | moins de 70 kg |
| 2021  | Jeux olympiques       | Tokyo    | 1re      | moins de 70 kg |

Dans les compétitions par équipes :
| Année | Compétition                   | Lieu     | Résultat |
| ----- | ----------------------------- | -------- | -------- |
| 2014  | Jeux asiatiques               | Incheon  | 1re      |
| 2015  | Championnats du monde         | Astana   | 1re      |
| 2017  | Championnats du monde         | Budapest | 1re      |
| 2018  | Championnats du monde (mixte) | Bakou    | 1re      |
| 2019  | Championnats du monde (mixte) | Tokyo    | 1re      |
| 2021  | Jeux olympiques (mixte)       | Tokyo    | 2e       |

### Masters mondial, Tournois Grand Chelem et Grand Prix
| Année | Compétition     | Lieu       | Résultat | Catégorie      |
| ----- | --------------- | ---------- | -------- | -------------- |
| 2013  | Grand Chelem    | Moscou     | 2e       | Moins de 70 kg |
| 2013  | Grand Chelem    | Tokyo      | 1re      | Moins de 70 kg |
| 2014  | Grand Prix      | Düsseldorf | 3e       | Moins de 70 kg |
| 2014  | Grand Chelem    | Tioumen    | 3e       | Moins de 70 kg |
| 2015  | Grand Prix      | Düsseldorf | 1re      | Moins de 70 kg |
| 2015  | Masters mondial | Rabat      | 3e       | Moins de 70 kg |
| 2015  | Grand Chelem    | Abu Dhabi  | 3e       | Moins de 70 kg |
| 2015  | Grand Chelem    | Tokyo      | 1re      | Moins de 70 kg |
| 2016  | Grand Prix      | Düsseldorf | 2e       | Moins de 70 kg |
| 2016  | Grand Chelem    | Tioumen    | 1re      | Moins de 70 kg |
| 2016  | Grand Chelem    | Tokyo      | 2e       | Moins de 70 kg |
| 2017  | Grand Chelem    | Paris      | 1re      | Moins de 70 kg |
| 2017  | Grand Prix      | Düsseldorf | 1re      | Moins de 70 kg |
| 2017  | Grand Chelem    | Tokyo      | 2e       | Moins de 70 kg |
| 2018  | Grand Chelem    | Paris      | 2e       | Moins de 70 kg |
| 2018  | Grand Prix      | Hohhot     | 3e       | Moins de 70 kg |
| 2018  | Grand Chelem    | Osaka      | 1re      | Moins de 70 kg |
| 2019  | Grand Chelem    | Bakou      | 1re      | Moins de 70 kg |
| 2019  | Grand Chelem    | Osaka      | 3e       | Moins de 70 kg |
| 2020  | Grand Chelem    | Düsseldorf | 1re      | Moins de 70 kg |
| 2021  | Grand Chelem    | Tachkent   | 1re      | Moins de 70 kg |
| 2021  | Grand Chelem    | Kazan      | 3e       | Moins de 70 kg |